# Stężyca (gmina, Poméranie)
Stężyca est une gmina rurale du powiat de Kartuzy, Poméranie, dans le nord de la Pologne. Son siège est le village de Stężyca, qui se situe environ 22 km au sud-ouest de Kartuzy et 48 km à l'ouest de la capitale régionale Gdańsk.
La gmina couvre une superficie de 160,3 km2 pour une population de 11 112 habitants en 2022.

## Géographie
La gmina inclut les villages de Betlejem, Bolwerk, Borucino, Chróstowo, Czapielski Młyn, Czysta Woda, Dąbniak, Dąbrowa, Danachowo, Delowo, Drozdowo, Dubowo, Gapowo, Gołubie, Gołubie-Wybudowanie, Kamienica Szlachecka, Kamienny Dół, Klukowa Huta, Kolano, Krzeszna, Krzeszna-Stacja, Kucborowo, Kukówka, Łączyno, Łączyński Młyn, Mała Krzeszna, Malbork, Mestwin, Niebo, Niesiołowice, Nowa Sikorska Huta, Nowa Wieś, Nowe Czaple, Nowe Łosienice, Nowy Ostrów, Ostrowo, Pażęce, Piekło, Pierszczewko, Pierszczewo, Potuły, Przyrowie, Pustka, Pypkowo, Rzepiska, Sikorzyno, Smokowo, Stara Sikorska Huta, Stare Czaple, Stare Łosienice, Stężyca, Stężyca-Wybudowanie, Stężycka Huta, Szczukowo, Szymbark, Teklowo, Uniradze, Wieżyca, Wygoda Łączyńska, Zdrębowo, Zgorzałe et Żuromino.
La gmina borde les gminy de Chmielno, Kartuzy, Kościerzyna, Sierakowice, Somonino et Sulęczyno.